# Zodarion tunetiacum
Zodarion tunetiacum är en spindelart som beskrevs av Embrik Strand 1906. Zodarion tunetiacum ingår i släktet Zodarion och familjen Zodariidae.
Artens utbredningsområde är Tunisien. Inga underarter finns listade i Catalogue of Life.